# Амвросій Оптинський

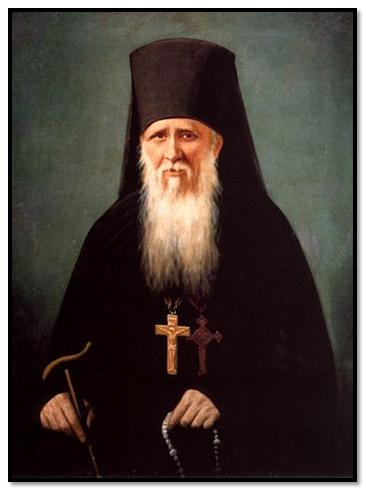
Святий Амвросій Оптинський

Святи́й Амвро́сій Опти́нський (в миру Олександер Михайлович Гренков, 23 листопада 1812, с. Большая Ліповка, Тамбовської губернії — †1891) — преподобний російський старець монастиря в Оптині, ієросхимонах, возведений до лику святих, один з найшанованіших сучасних російських святих.
Народився 23 листопада 1812 р. в селі Большая Ліповка Тамбовської губернії в сім'ї пономаря. В 12 років вступив до Тамбовського духовного училища, а 1830 р. — до Тамбовської духовної семинарії. За рік до її закінчення семінарист Олександер небезпечно захворів і дав обітницю у разі одужання стати ченцем. В 1836 р. він закінчив семінарію і чотири роки відкладав виконання обіцянки. В 1839 р. прибув в Оптину пустинь. Він став келійником старця Лева (Наголкіна), потім виконував різноманітний чернечий послух в самій обителі та скиті. Влітку 1841 р. був пострижений в рясофор, в 1842 р. — в мантію, в 1843 р. рукоположений на ієродиякона.
В 1843 р. на шляху до Калуги отець Амвросій простудився і важко захворів. В грудні 1845 р. був рукоположений в ієромонахи, але через хворобу майже не зміг служити. В період загострення хвороби у 1846—1848 рр. преподобний був пострижений в велику схиму без зміни ймення.
Слабий фізично ієромонах Амвросій володів великою духовною силою. З 36 років його поставили помічником Оптинського старця Макарія в справі духовництва і годування мирян. З ним ж він розділяв працю по перекладу і виданню святоотцівських книг.
Після кончини старця Макарія в 1860 р. отець Амвросій став єдиним духовником оптинської братії та паломників. Неподалік від Оптиної пустині в селі Шамордіно працею преподобного Амвросія було влаштовано жіночу Казанську гірську обитель.
Помер преподобний Амвросій у 1891 р. Був похований в стінах Оптиної пустині. Зразу ж після його кончини почалися численні посмертні чудеса.